# Willem de Jong
Willem Julius Emile Herman Marten de Jong (Schiermonnikoog, 21 oktober 1872 – Den Haag, 13 december 1918) was een Nederlandse onderwijzer en politicus voor de Liberale Unie.

## Levensloop
Willem de Jong werd geboren als een zoon van Maarten de Jong en Luisa Elisabeth Lauer. Hij ging na de middelbare school aan de Kweekschool voor onderwijzers studeren. Hij begon zijn carrière als onderwijzer te Middelharnis. Na een lange periode gewerkt te hebben als onderwijzer begon zijn politieke loopbaan. Van 3 mei 1912 tot 17 september 1918 functioneerde de Jong als lid van de Tweede Kamer der Staten-Generaal. Daarnaast heeft hij nog verschillende nevenfuncties gehad.
De Jong werd beschuldigd van corruptie bij de distributievoorziening. Hiervan werd hij later deels gerehabiliteerd maar hij pleegde in 1918 zelfmoord.
Op 20 juli 1897 te Kampen trouwde Willem de Jong met Jacomina Hendrika van Heuven en samen hadden ze drie kinderen.